# Het einde van de reis
Het einde van de reis is een hoorspel van Gustav Machaty en Bernd Grashoff. Die Sackgasse werd op 6 oktober 1964 uitgezonden door de Bayerischer Rundfunk. Willy Wielek-Berg vertaalde het en de VARA zond het uit op woensdag 21 oktober 1964. De regisseur was S. de Vries jr. Het hoorspel duurde 74 minuten.

## Rolbezetting
- Dries Krijn (Otto Neumann)
- Huib Orizand (meester Dieter Geyer)
- Eva Janssen (Karin Geyer, zijn vrouw)
- Paul van der Lek (Schramm, officier van justitie)
- Rien van Noppen (Seitler, president van de rechtbank)
- Harry Bronk (Hammer, apotheker en jurylid)
- Jaap Maarleveld (Tuschke, garagehouder)
- Wiesje Bouwmeester (mevrouw Neumann, moeder van Otto Neumann)
- Jo Vischer sr. (de hotelportier)
- Donald de Marcas (Snyder)
- Herman van Eelen (kassier)
- Joke Hagelen (employé van het reisbureau)
- Jan Verkoren (wachtmeester)
- Paul Deen (de verteller)

## Inhoud
Na een afwezigheid van 20 jaar wil de joodse emigrant Otto Neumann terug naar zijn vaderland in verband met een daad die op zijn geweten drukt sinds hij Duitsland als vervolgde moest verlaten. De gerechtigheid, die toenmaals met voeten werd getreden, blijft echter nog steeds in gebreke, daar de mensen zich wel aan de nieuwe omstandigheden hebben aangepast, maar in wezen niet veranderd zijn…